# Retransmissió d'esdeveniments esportius
La retransmissió d'esdeveniments esportius és la cobertura d'esports a través de la televisió, la ràdio o altres mitjans de comunicació. En general, consisteix en un o diversos comentaristes esportius que descriuen els esdeveniments que succeeixen.

## Origen
La transmissió d'esdeveniments esportius (també coneguda com a reportatge esportiu) és la transmissió en directe de competicions esportives com a programa de televisió, per ràdio i en altres mitjans de comunicació de difusió. Normalment, hi participen un o diversos comentaristes esportius que descriuen els esdeveniments a mesura que es desenvolupen. Els comentaristes esportius solen estar en cabines, als platós de filmació, a les ràdio i a les estudis de televisió. Depenent de la feina específica del comentarista esportiu, es requereix rapidesa, especialment quan cal fer el reportatge des del lloc dels fets, sense perdre cap detall. A causa de la seva feina, han de ser flexibles en termes d'horari. Els comentaristes esportius tenen moltes seccions per a la presentació del material, i la seva feina pot incloure la cobertura d'esdeveniments posteriors als partits i entrevistes amb esportistes i entrenadors. Tot el que està relacionat amb l'esport, ja sigui llegir, veure o escoltar, és una varietat de transmissió esportiva en els mitjans. Els comentaristes esportius no només narren els jocs i partits, sinó que també han d'estudiar la història de l'esport i conèixer les estadístiques dels jocs. L'estudi de l'esport i l'ús de fets són necessaris per a la seva feina i fan que els jocs siguin emocionants i entretinguts.

## Història
Potser la primera transmissió esportiva va ser la transmissió de Guglielmo Marconi de la Copa Amèrica de 1899 des del port de Nova York. La primera transmissió esportiva enregistrada a la història va tenir lloc el 1911 a Kansas. En el primer enregistrament, un grup de persones reproduïa fragments d'un partit de futbol intentant conèixer-lo per telègraf, però no va ser una transmissió oficial, perquè no hi havia ningú al lloc. Deu anys més tard, el 1921, a Pittsburgh, Pennsilvània, va tenir lloc la primera retransmissió radiofònica d'un combat de boxa. Després, el 17 de maig de 1939, va tenir lloc la primera transmissió esportiva per televisió: un partit de beisbol entre els equips de la Universitat de Colúmbia i la Universitat de Princeton. L'any 1951 va tenir lloc la primera retransmissió esportiva de televisió a color: un partit de beisbol entre els equips dels Brooklyn Dodgers i els Boston Braves.

## Per país

### Canadà
La difusió d'esports es va iniciar amb descripcions del joc llançat per telègraf a la dècada de 1890. El 1896, es va connectar una línia telegràfica al Victoria Rink a Mont-real per actualitzar els aficionats de Winnipeg de la sèrie de reptes de la Copa Stanley entre els equips de hockey sobre gel de Mont-real i Winnipeg. El 1923, va tenir lloc la primera emissió radiofònica d'un joc d'hoquei sobre gel el 8 de febrer, amb l'emissió del tercer període d'un partit entre Midland i el nord de Toronto de l'Ontario Hockey Association. Més tard aquell mes, es va produir la primera emissió de jocs complets a Winnipeg. La mateixa temporada, el pioner de la retransmissió de l'hoquei Foster Hewitt va fer la seva primera emissió.
El 1933, Hewitt va anomenar una emissió radiofònica a tot el Canadà d'un joc de NHL entre els Detroit Red Wings i els Toronto Maple Leafs. Començant sempre l'emissió amb "Hola, Canadà i aficionats a l'hoquei als Estats Units i Terranova!"; aquesta frase es va enganxar (encara que sense la porció de "Terranova" després del domini confederat al Canadà el 1949) fins a la primera emissió de televisió nacional de CBC (la primera emissió real va ser de circuit tancat als Maple Leaf Gardens a la primavera de 1952) de Hockey Night in Canada a l'octubre de 1952. Avui es troba entre els programes més valorats del Canadà.
La radiodifusió de la Canadian Football League ha estat un programa de televisió canadenc des del debut del CBC el 1952. Des del 1962 (un any després del debut de CTV) fins al 2007, hi havia dos contractes CFL separats: un per a CBC i un altre per a CTV (o un canal germà com la presa de cable TSN). Les emissions televisives terrestres dels jocs CFL van finalitzar el 2008, quan TSN va adquirir drets exclusius de televisió a la lliga.
Les retransmissions esportives nord-americanes són àmpliament disponibles al Canadà, tant des d'emissores canadenques com des de blasters fronterers als Estats Units. Per protegir la publicitat de les emissores canadenques, les emissores de transmissió poden invocar la substitució simultània: qualsevol canal de cable o satèl·lit d'una emissora nord-americana que emet el mateix programa que una emissora canadenca ha de ser anul·lada i reemplaçada pel canal canadenc. Aquesta regla forma part de la raó per la qual la NFL, que s'emet a la televisió terrestre als Estats Units però no té presència directa al Canadà, també s'emet a la TV terrestre al Canadà, mentre que la CFL ja no ho és (el CFL només s'emet a cable als Estats Units); els beneficis de substitució simultània no s'estenen a les estacions de cable. Per als propòsits de la transmissió esportiva regional, els Toronto Blue Jays i Toronto Raptors reivindiquen tot el Canadà com el seu "territori", permetent que els jocs Blue Jays i Raptors es transmetin a tot el país.

### Irlanda
El primer comentari en directe sobre un esport de camp a qualsevol lloc d'Europa va ser quan Paddy Mehigan va cobrir la semifinal de All-Ireland Hurling entre Kilkenny i Galway el 29 d'agost de 1926. A aquest joc se li acredita ser el primer principalment perquè es va evitar que la BBC emetés l'esdeveniment esportiu abans de les 19:00 com a forma de protegir les vendes de diaris britànics.

### Regne Unit
El primer esdeveniment esportiu emès al Regne Unit va ser una Rugby Union internacional entre Anglaterra i Gal·les, emesa des de Twickenham el gener de 1927. Dues setmanes després va tenir lloc la primera emissió d'un partit de futbol, la BBC cobrint la lliga de l'Arsenal FC contra el Sheffield United a Highbury. Els oients de l'emissió van poder utilitzar quadrícules numerades publicades a Radio Times per comprovar a quina zona del terreny de joc (que es denota com a "places") es duia a terme l'acció a causa que un segon comentarista va llegir referències de la graella durant el partit. Es creu que va ser l'origen de la frase "Tornar al punt de partida".
El Regne Unit va veure la primera emissió en directe en televisió d'un partit de futbol, amb la BBC que va mostrar el 16 de setembre de 1937 una disposició especialment disposada entre Arsenal i Arsenal Reserves.
Els mitjans de comunicació britànics estan dominats per punts de venda nacionals, i els mitjans locals tenen un paper molt més reduït. Tradicionalment, la BBC va exercir un paper dominant en l'esport televisiu, proporcionant una àmplia cobertura de publicitat de gran qualitat i publicitat gratuïta a canvi que se li concedissin drets d'emissió per tarifes baixes. ITV va emetre una cartera d'esdeveniments més petita i el Channel 4 va emetre alguns esdeveniments dels anys 80, principalment curses de cavalls i els anomenats esports minoritaris. A principis dels anys 90, aquest acord es va veure afectat per l'arribada de la televisió de pagament en forma de BSkyB. Els seus canals esportius dedicats s'han convertit des de l'únic lloc on es podran veure alguns esports importants. A partir del 2006, la companyia irlandesa Setanta Sports va sorgir com un reptador del domini de Sky Sports en el mercat britànic d'esports de televisió de pagament; tanmateix, el canal britànic de Setanta va entrar en administració de fallides i va sortir a l'aire el 2009. Entre 2009 i 2013 ESPN va intentar desafiar Sky Sports abans que les seves operacions britàniques fossin comprades per l'actual principal competidor de Sky, BT Sport; una filial de l'antic monopoly nacional de telecomunicacions BT plc. També hi ha una versió dedicada del Regne Unit a Eurosport, anomenada Eurosport britànica i Eleven Sports.
La cobertura esportiva de ràdio també és important. BBC Radio 5 retransmet en directe gairebé tots els grans esdeveniments esportius. Ara té un rival comercial anomenat Talksport, però aquest no ha adquirit enlloc de tants contractes exclusius com Sky Sports i dedica gran part del seu temps aeri a discussions esportives i telèfons intel·ligents; Absolute Radio també ha començat a adquirir drets esportius. La ràdio local de la BBC també ofereix una àmplia cobertura de l'esport, donant més exposició als clubs de segona capa que tenen una cobertura nacional limitada.

## Drets i contractes de difusió
Els drets i els contractes de difusió limiten qui pot mostrar imatges de l'esdeveniment.
Al Regne Unit, BSkyB va basar-se en la seva primera comercialització en gran part en l'adquisició dels drets de difusió de la màxima divisió de la lliga anglesa de futbol, que com a part de l'acord amb The Football Association es va separar de la Football League per convertir-se en la Premier League. D'aquesta manera, la Comissió Europea es va mostrar molt descontenta per part de qualsevol gran partit de futbol de la Premier League a la televisió free-air. Després de les advertències d'acció judicial per frenar el monopoli, es va anunciar que hi havia una estructura alternativa quan finalitzés el contracte el 2007.
Als Estats Units, els esports d'equip es transmeten per xarxes normalment només en "joc de la setmana" o situacions de campionat, excepte la NFL i el motorista. Altres esports es transmeten per canals esportius i estan limitats per qui els pugui veure en funció de diverses regles establertes per les mateixes lligues, amb la qual cosa es produeixen apagaments. Aquestes limitacions es poden passar per alt a través de la compra de paquets esportius fora del mercat, com ara MLB Extra Innings o NFL Sunday Ticket. També es poden veure partits de temporada regular en què participin equips locals (excepte la NFL) en aquelles estacions locals o canals esportius regionals que tinguin un contracte per emetre els jocs d'aquest equip.
Els esdeveniments amb major audiència inclouen els Jocs Olímpics, la Copa del Món de Futbol, la Lliga de Campions, el Tour de França, la Copa del Món de Rugbi i la Fórmula 1. Les primeres retransmissions esportives en català es dugueren a terme durant els anys 1930, malgrat que fou a partir dels anys 70 del segle XX amb les retransmissions del futbol en català, impulsades pel periodista Joaquim Maria Puyal, que adquiriren una gran popularitat.
Drets de TV de la Lliga de Campions de la UEFA, per país. Temporada 2009-2010, segons FootBiz.
- Regne Unit: €179 milions
- Itàlia: €98 milions
- Espanya: €91 milions
- Alemanya: €85 milions
- França: €52 milions
- Croàcia: €28 milions
- Polònia: €8.1 milions
- America del Nord: €3.5 milions
- Bèlgica: €2.9 milions
- Índia: €2.9 milions
- Austràlia: €2.9 milions
- Irlanda: €2 milions

### Lleis antifonistes

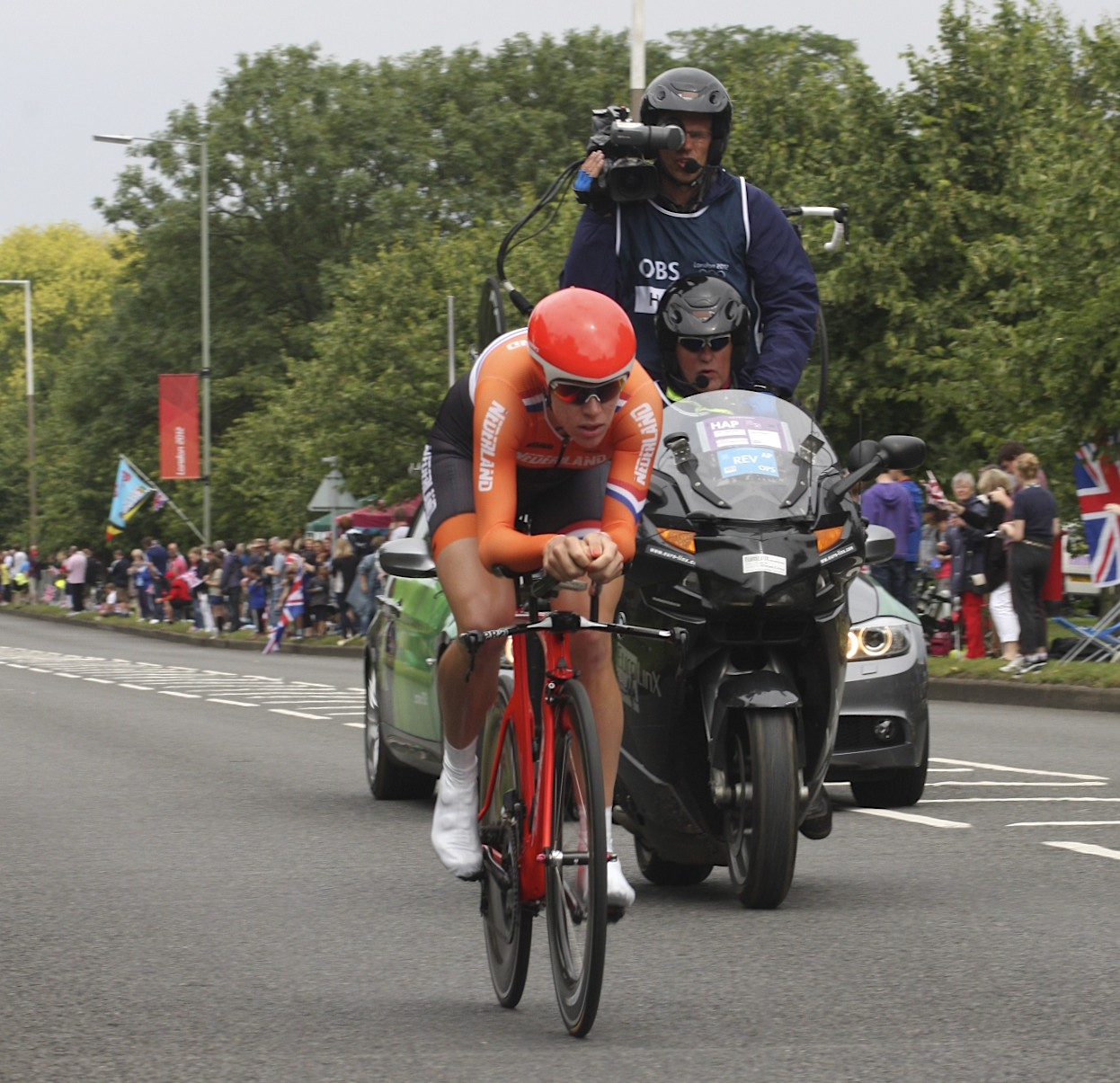
Ellen van Dijk filmt des d'una motocicleta als Jocs Olímpics d'estiu del 2012

En alguns països, existeixen les regulacions de difusió denominades "lleis antifonistes" per tal de garantir que la cobertura dels principals esdeveniments esportius d'importància nacional, sovint cobreixen esdeveniments importants com els Jocs Olímpics, la Copa Mundial de la FIFA i els esdeveniments de l'equip nacional a nivell cultural. Esports significatius: estan disponibles a la televisió terrestre lliure aèria, més que exclusivament a la televisió de pagament. Alguns esdeveniments més grans (en particular els Jocs Olímpics) poden estar inclosos sota unes regles que permeten que una part de l'esdeveniment sigui televisada per un soci de televisió de pagament si es transmet a l'aire un mínim específic de cobertura o si hi ha disponible un paquet de relleus més estès. un retard per a una emissora d'aire lliure.
Als Estats Units, la Comissió Federal de Comunicacions va intentar introduir restriccions similars a les transmissions per cable d'esdeveniments esportius concrets i pel·lícules recents per no canibalitzar la televisió de transmissió. El 1977, es consideraven que aquestes restriccions eren nul·les quan un tribunal federal del districte va dictaminar que la FCC no tenia l'autoritat de prendre aquestes decisions en un cas consolidat, remarcant també que no s'havia demostrat la base constitucional d'una tal llei. Des de llavors no s'han aprovat aquestes lleis. Des d'aleshores, l'esport ha estat una font lucrativa d'ingressos a la indústria de la televisió de pagament dels EUA, incloses les xarxes principals com ESPN, així com canals dedicats a esports específics, lligues i conferències d'esports universitaris. Aquestes xarxes reben ingressos tant per les taxes de publicitat com per al transport a càrrec dels proveïdors de televisió (i es transmeten als consumidors com a part del cost del servei) i poden proporcionar una sortida per a una cobertura ampliada d'esdeveniments "nínxols" amb públic dedicat.
A mitjans dels anys 2000 i principis dels anys 2010, la majoria de lligues esportives importants dels Estats Units (exceptuant la NFL, que històricament estipulava que tots els partits es podrien mostrar a la televisió terrestre en almenys els mercats dels equips implicats) havien començat a disminuir constantment la seva presència. a la televisió de transmissió i permetre que el contingut del contingut (inclosa la cobertura de la temporada post-temporada en molts casos) es transmeti a les xarxes de cable i, més recentment, als punts de venda només digitals. El torneig masculí de bàsquet de la Divisió I de la NCAA i els partits de campionat nacional del futbol universitari també s'han traslladat en gran manera al cable (des del 2016, les semifinals de l'antiga única aèria en televisió emesa en anys impars). Un fenomen similar s'ha arrelat a bona part de l'esport canadenc, on la Canadian Football League va deixar la televisió emesa el 2008. La National Hockey League sobreviu a la televisió de difusió canadenca perquè Rogers Sportsnet, l'emissora de cable que va adquirir drets exclusius a la lliga el 2014, ofereix dos jocs setmanals a CBC Television de franc per permetre a la xarxa continuar la Hockey Night in Canada.